# Musée Dubalen
Le musée Dubalen est un musée municipal d'archéologie préhistorique créé en 1886 à Mont-de-Marsan, chef-lieu du  département français des Landes, à partir de la collection donnée à la ville en 1885 par Pierre-Eudoxe Dubalen. Il est installé depuis 1968 dans une des maisons romanes de Mont-de-Marsan.

## Situation
Le musée Dubalen se trouve dans une maison romane voisine du donjon Lacataye à Mont-de-Marsan, près du siège du Conseil départemental des Landes, au point de rencontre de la rue de Lacataye et de l'impasse des Musées. Son mur ouest longe la rue Gaston-Phoebus qui dessert aussi son entrée nord. L'entrée sud fait face à la rivière le Midou.

## Histoire

### Le théâtre municipal (1886-1901)
En 1885 Pierre-Eudoxe Dubalen installe sa collection archéologique dans un local fourni par la ville. En 1886 la ville crée un musée municipal dans une pièce du théâtre municipal de Mont-de-Marsan, musée dont Dubalen est le premier conservateur. Sa collection archéologique et celle d'histoire naturelle y demeurent pendant une quinzaine d'années.
Les collections s'accroissent au fur et à mesure avec des achats, dont ceux d'animaux naturalisés, mais surtout avec les très nombreuses prospections de Dubalen : Banos, Benquet, abri Dufaure (Sorde-l'Abbaye, avec Henri Breuil) en 1900, grotte de Rivière en 1910 et bien d'autres sites, auxquels s'ajoutent les tumulus à partir de 1913 (Lacajunte, Arboucave, Vielle-Aubagnan, etc.). En 1889, le musée acquiert les collections de minéralogie et de paléontologie d'André-Eugène Jacquot et Félix-Victor Raullin, qui ont établi la carte géologique du département.

### Le palais Pascal-Duprat (1901-1970)
Le local au théâtre municipal devient trop petit et le musée est transféré au palais Pascal-Duprat au tout début du XXe siècle (probablement en 1901, date de l'achèvement de sa construction). À l'époque, ce bâtiment (devenu hôtel de ville de Mont-de-Marsan en 1946) sert de mess aux officiers ; le musée vient occuper le deuxième étage,.

Les premiers abris du musée
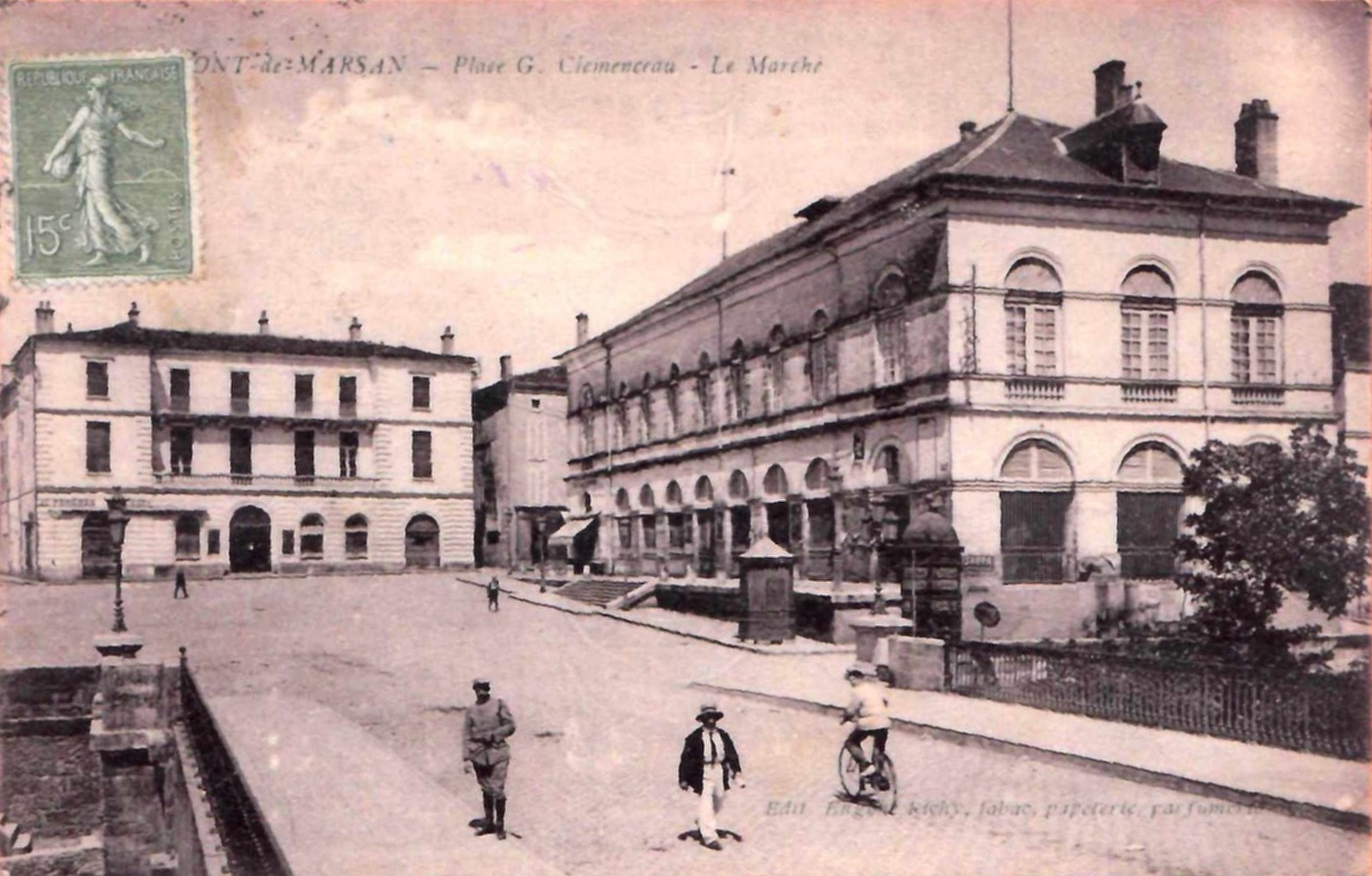
Le théâtre municipal vers 1900.
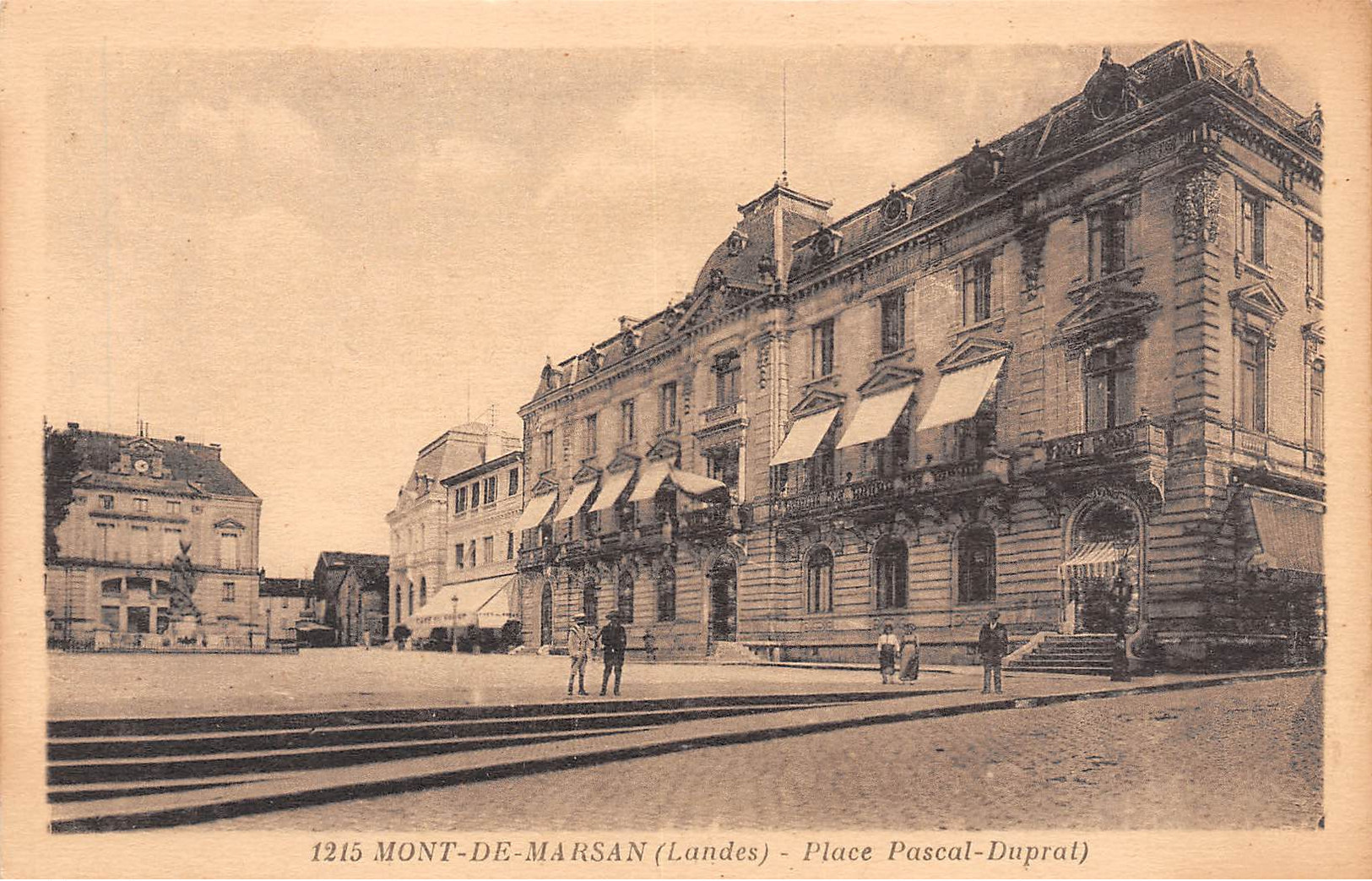
Le palais Pascal-Duprat vers 1900.
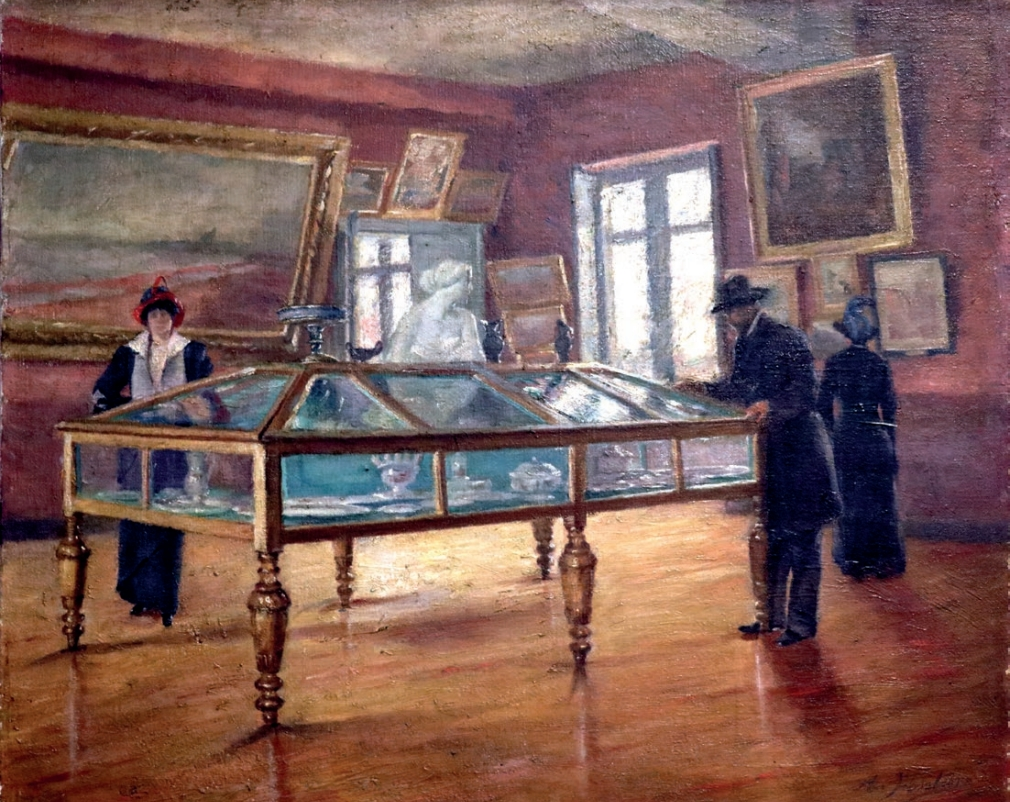
La salle des Beaux-arts du musée Dubalen, dans le palais Pascal-Duprat, par Joseph-Augustin Fontan, vers 1913.

Dubalen décède en 1936. Pierre Lummau (1882-1947), son directeur-adjoint en 1921, lui succède à ce poste en 1930 au plus tard, jusqu'en 1946. Maurice Prat prend le relais, jusqu'en 1960. Il est remplacé par Henri Mougel, qui est également le premier conservateur du musée Despiau-Wlérick.
En 1967 E. Goyheneche, directeur des archives départementales des Landes, observe que les collections d'histoire naturelle (coquillages, oiseaux, insectes, fossiles) sont très importantes. Mais les objets de Préhistoire incluent des spécimens isolés « d'un intérêt primordial » ; et les collections de Montsoué, Brassempouy, Montaut, Rivière et Sorde en particulier, ont considérablement enrichi le musée. Il regrette que la section d'arts populaires (faïences de Samadet) soit invisible à l'époque de la publication.

### Fermeture et stockage rue Maubec (1970-1972)
1970 : le musée ferme une première fois. Les collections sont transférées depuis l'Hôtel de ville jusqu'à l'une des maisons romanes acquises par la ville, rue Maubec, en attendant l'ouverture déjà prévue dans son bâtiment actuel.
En 1974-1975 Michel Lenoir fait un inventaire de la collection préhistorique du musée. Son inventaire a été perdu,.
Guy Pueyo, nouvellement nommé conservateur du musée, prévoit seulement un étage pour la collection archéologique et fait un tri drastique.

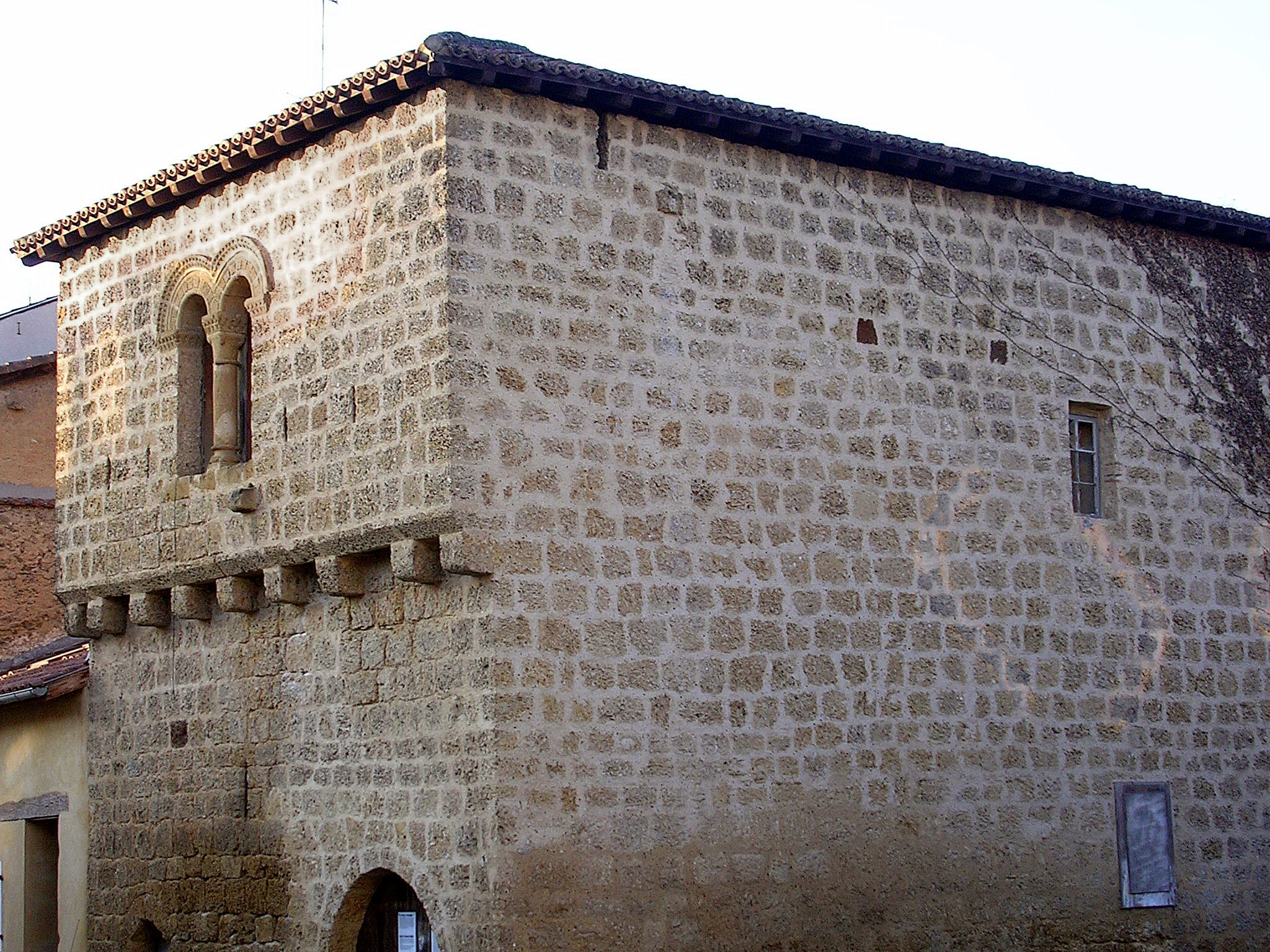
Maison romane du 6 rue Maubec,
qui a servi de lieu de stockage.

### La maison romane de la terrasse des Musées (1972-1990)
Ce nouveau musée Dubalen est inauguré en 1972 après un nouveau déplacement des collections, cette fois depuis la maison romane de la rue Maubec jusqu'à celle de la terrasse des Musées. Et, enfin, un conservateur professionnel est nommé en 1977 : Armand-Henri Armann, qui tente de réaménager le musée mais se heurte à de gros problèmes de conservation pour une partie des collections. Philippe Camin, conservateur du patrimoine du département des Landes, ferme le musée pour raisons de sécurité au début des années 1990,, et à la même époque fait restaurer quelques pièces métalliques remarquables — dont une partie de la cotte de mailles du tumulus de Vielle-Aubagnan et des épées à antennes.
Les collections archéologiques sont reléguées dans les réserves du dernier étage du donjon Lacataye, qui abrite le musée Despiau-Wlérick depuis 1968.
En 2011-2012 ces collections reçoivent un regain d'intérêt à l'occasion d'un cycle de manifestations organisé par la Ville, « Le temps de l'archéologie ». Plusieurs objets de la collection Dubalen sont inclus dans l'exposition sur l'âge du fer « Six pieds sous Terre… » montrée à l'abbaye d'Arthous puis à Sabres. Les organisateurs, Marie Bilbao et Hervé Barrouquère, font restaurer quelques autres objets.

### Le musée Dubalen en 2021
Selon Barrouquère, les choix de « l'élite culturelle locale, davantage séduite par la célébration de la sculpture figurative » que par celle de l'histoire de la région, ont abouti à une oblitération complète du musée Dubalen qui pour la ville n'existe plus que par deux plaques forgées sur les côtés de ses deux entrées,. Les dés ont été jetés dès les années 1950 pour le développement des collections artistiques soutenu par mairie et familles ; la belle réussite issue de ces efforts concertés s'est opérée au grand détriment du musée Dubalen.
En 2021 ses vastes collections archéologiques, avec des pièces uniques en Aquitaine, ne sont plus exposées depuis trente ans ; et les situations respectives des deux musées ont été entièrement inversées, parentèle pauvre en sus : sur sa page des musées, le site de la ville présente en seulement huit mots la « collection "Dubalen" du musée Despiau-Wlérick ». Le fonds de sculpture animalière du musée Despiau-Wlérick a été mélangé avec sa collection d'animaux empaillés.
Quelques rares objets des collections archéologiques (10 au total) sont présentés en ligne sur le site du Centre de recherches archéologiques des Landes ; mais là aussi ces objets sont cités comme appartenant au musée Despiau-Wlérick, ce dernier ayant pourtant une vocation très éloignée puisqu'il est consacré exclusivement à la sculpture figurative de la première moitié du XXe siècle. Le musée Dubalen n'existe donc plus que comme une annexe informelle du musée Despiau-Wlérick, malgré les plaques en fer forgé qui annoncent son nom aux deux portes de son bâtiment.
Peut-être la restructuration en cours du musée Despiau-Wlérick, fermé pour cause de travaux de rénovation importants depuis le 30 mai 2021 jusqu'en 2024 (hors expositions temporaires,), permettra-t-elle d'exposer à nouveau les collections archéologiques.

## Le bâtiment
Pour un article plus général, voir Maisons romanes de Mont-de-Marsan.

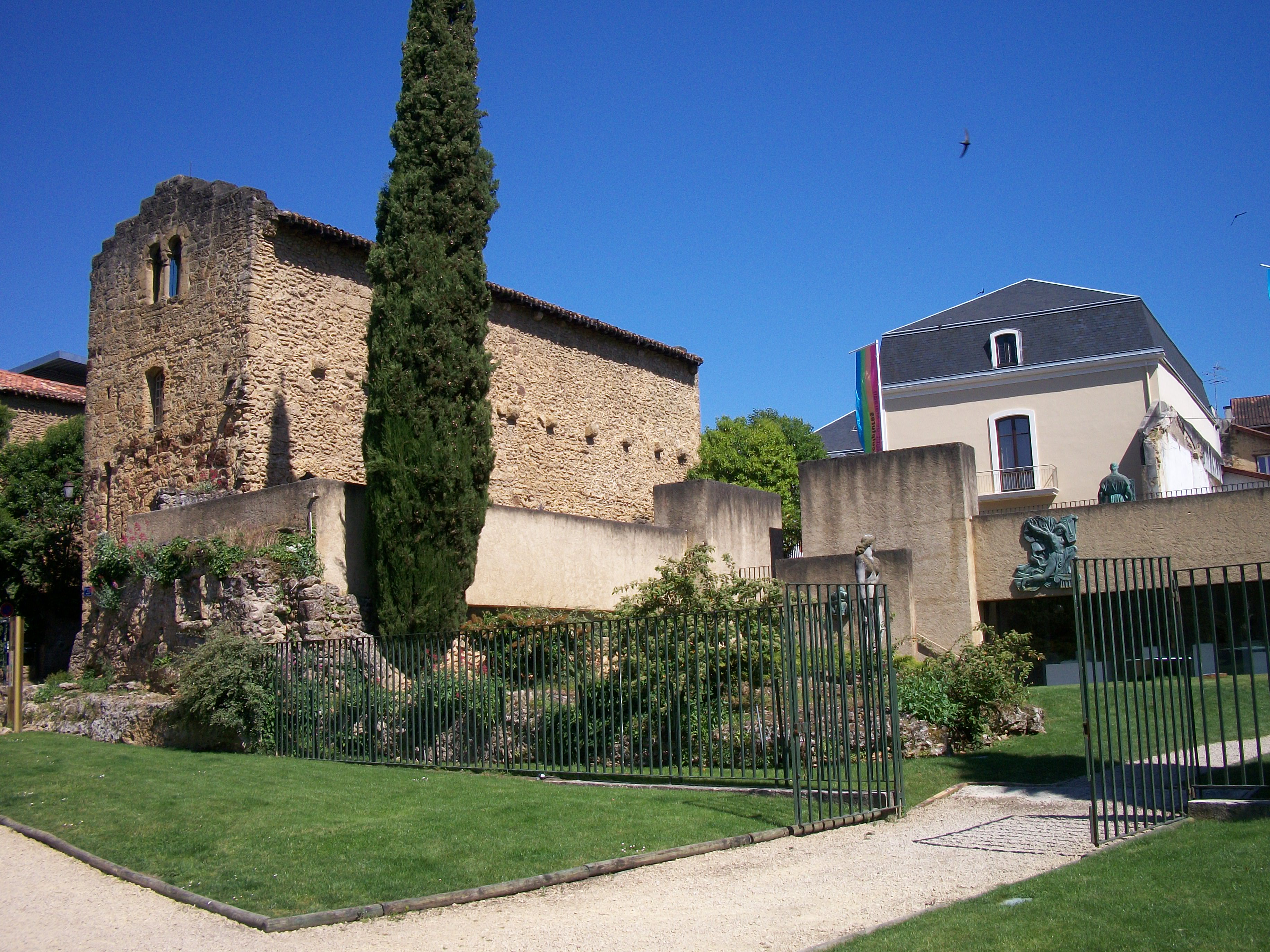
Musée Dubalen et le jardin du musée Despiau-Wlérick à droite, vue côté rivière au sud.

La maison est une ancienne maison aristocratique du Moyen Âge construite en pierre coquillière, avec sous-sol, rez-de-chaussée et deux étages au-dessus, comme le montrent les trois niveaux de fenêtres de la façade nord (il y a par contre quatre niveaux de fenêtres sur la façade sud). Le bâtiment inclut encore les anciennes latrines, avec une sortie extérieure que l'on peut voir sur le côté gauche de la façade sud. Un coussiège se trouve devant la fenêtre à trumeau du dernier étage donnant sur le Midou, seule fenêtre d'époque sur cette façade sud.
La façade sud faisait partie du rempart de la ville du côté du Midou : la petite porte présente de nos jours dans cette façade n'existait donc pas au Moyen Âge mais a été percée plus tard, de même que les fenêtres du même mur excepté celle du dernier étage avec trumeau à colonne ronde. La fenêtre du deuxième étage est d'ailleurs décalée vers la gauche par rapport à l'axe de la porte et de la fenêtre sous-jacente.
Le mur Est montre encore les corbeaux en pierre qui supportaient les planchers de la maison voisine.
Le bâtiment a été inscrit à l'Inventaire supplémentaire des Monuments historiques le 21 novembre 1942,.

## Collections

### Collection Dubalen

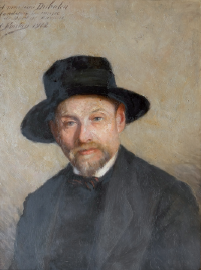
Pierre-Eudoxe Dubalen, portrait à l'huile par Joseph Augustin Fontan, 1912. Musée Dubalen.

Selon Guy Pueyo son ancien conservateur des années 1970, cité par H. Barrouquère, la collection Dubalen du musée contient « plus de 5 000 silex […] de plus de 100 localités différences. […] ajouter quelques centaines de restes de faune, d'os taillés, gravés ».
Dans sa préface du livre de Paniagua Les Celtes Bretons et les Phocéens dans le sud-ouest de la Gaule (1926), il dit avoir exhumé « trois ou quatre cent urnes funéraires » dans sa vie.
Dans le milieu des années 1970 Michel Lenoir, chercheur, fait un inventaire de la collection préhistorique du musée. Tous les inventaires successifs ont été perdus.
La période antique est représentée avec quelques meules à grain rotatives, de la céramique et des lampes.
L'âge du fer domine nettement, notamment avec les urnes funéraires fournies par les fouilles des tumulus du sud des Landes.
Le Néolithique est représenté avec des séries de haches polies, : on note une hache bipenne perforée et un sphéroïde de Benquet.
Le Paléolithique supérieur inclut de nombreux objets en os, des silex et des plaquettes gravées. Ainsi la série provenant de Brassempouy comprend 131 pièces d'industrie osseuse, plusieurs pointes de la Gravette récoltées en 1880 ; et 
dans son inventaire des dons au musée, Prat mentionne pour le 15 avril 1951 l'acquisition de 153 silex de Brassempouy laissés par Dubalen en dépôt au château de Saint-Cricq-Chalosse (appartenant au comte de Poudenx). 
Montaut (grand atelier de taille de silex d'Arcet) est représenté avec du mobilier solutréen.
Sindères a fourni des nucléus à lamelles sur galet de silex.
Le Paléolithique inférieur et moyen a des séries typologiques détaillées, en partie parce que Dubalen voulait étayer l'existence d'un « Chalossien » (son invention) et d'un « Chelléen » - des termes qui ont été abandonnés par la suite faute de preuves indiscutables de leur individualisme.
Le musée Dubalen possède aussi des haches polies néolithiques de Chalosse, 
du matériel provenant de Banos, 
des fusaïoles et pesons de provenance indéterminée, 
la remarquable phiale no 2 trouvée par Dubalen dans le tumulus de Vielle-Aubagnan et qui porte les seules inscriptions ibères connues dans la région…
Le musée a également en stock les carnets de notes prises au cours des très nombreuses excursions et fouilles faites par P-E. Dubalen et une partie de sa volumineuse correspondance. Mais il n'est pas le seul détenteur des collections Dubalen : souhaitant faire connaître sa région, en 1901 Dubalen donne des silex taillés à la Société anthropologique de Paris. D'autres pièces sont au musée d'Archéologie nationale à Saint-Germain-en-Laye, au musée de Borda à Dax, à la Maison de la Dame à Brassempouy, au musée d'histoire naturelle de Toulouse…

### Collection Laporterie
La collection de Joseph de Laporterie appartient à la ville de Dax bien qu'ucun acte de donation ne soit répertorié dans les archives du musée de Borda. Une grande partie de cette collection a été déposée (« il y a quelques années [avant 1915] dans les réserves du musée de Mont-de-Marsan [...] quelques pièces ont été placées en dépôt à la Maison de la Dame [à Brassempouy] ».
La collection Laporterie au musée inclut notamment une hache à ailerons terminaux unilatéraux, une autre à ailerons terminaux bilatéraux, et 69 pièces d'industrie osseuse de Brassempouy stockées dans les réserves du musée Despiau-Wlérick.

### Collection Lummau
Elle inclut plusieurs séries de centaines de silex de la région de Mont-de-Marsan.

### Collections plus récentes
Ce sont par exemple les résultats des fouilles de 1954-1955 à la nécropole de Sarbazan ; ceux des fouilles par Xavier Schmitt de l'esplanade du Musée en 1975 (une vingtaine de cartons de tessons et autres objets couvrant toute la période depuis la fin de l'âge du bronze jusqu'à l'Ancien régime.

### Moyen Âge
Le matériel du Moyen Âge inclut des boucles de ceinture en alliage cuivreux du XIIIe ou XIVe siècle, collection Schmitt,.

## Conservateurs
- Pierre-Eudoxe Dubalen (1886-1930 ?)
- Pierre Lummau (1930 ?-1946)
- Maurice Prat (1946-1960)
- Henri Mougel (1960-1970), également premier conservateur du musée Despiau-Wlérick[10]
- Guy Pueyo (1970-1977)
- Armand-Henri Amann (1977-1990), premier conservateur professionnel[10],[13]

Depuis, le musée Dubalen n'a plus de conservateur en titre. Titre et rôle vont aux conservateurs successifs du musée Despiau-Wlérick :

## Visites
Depuis 1990, le musée Dubalen n'est visitable que sur rendez-vous et, semble-t-il, seulement dans le cadre des activités du service éducatif des musées et à l'occasion de manifestations ponctuelles.
Le premier étage montre des œuvres de sculpteurs animaliers et des animaux naturalisés de la collection Dubalen (mammifères, poissons…).